# Precio de la vivienda en España

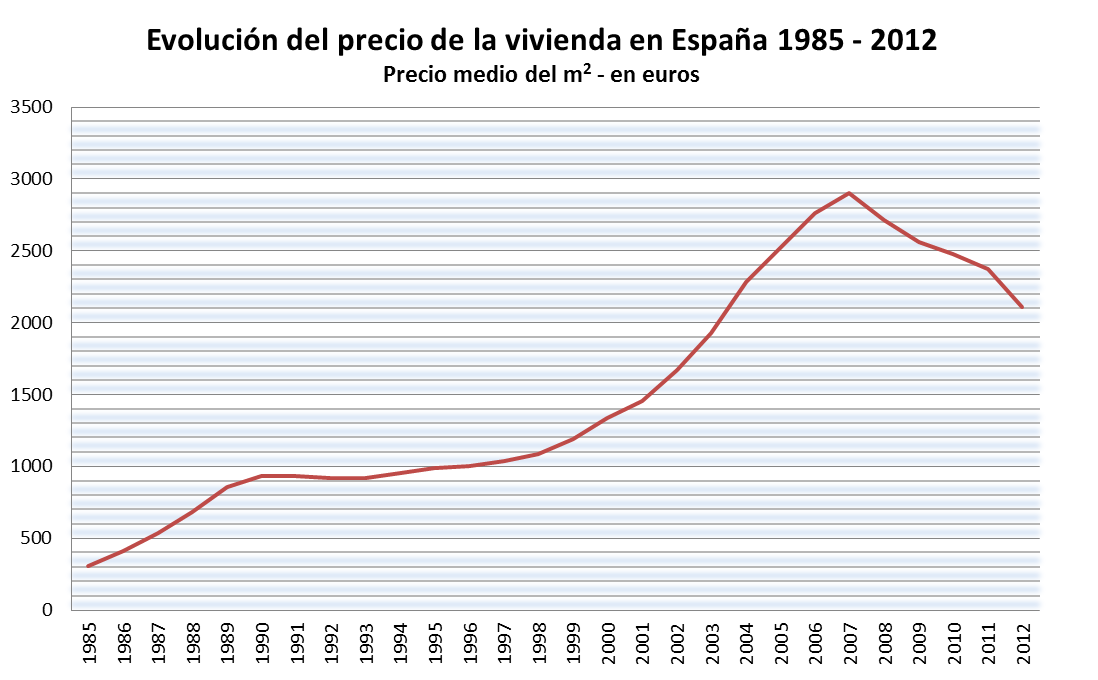
Evolución del precio de la vivienda nueva en España 1985-2012 -Sociedad de Tasación-. La burbuja inmobiliaria en España comenzó en 2001 y duró hasta 2007 cuando la vivienda alcanzó su pico de precios, entonces estalló la crisis inmobiliaria española 2008-2014 provocando una crisis económica, social e institucional en España.

El precio de la vivienda en España, referido al precio de compra y venta de la vivienda en España, ha mantenido históricamente cierta estabilidad en relación con los ingresos familiares -o renta disponible- excepto en las denominadas burbujas inmobiliarias o crisis inmobiliarias; periodos en que los precios sufrieron alzas desmesuradas: burbuja inmobiliaria de 1986 a 1992 - que afectó a los precios pero no tanto al volumen construido- y sobre todo la Burbuja inmobiliaria en España de 1997 a 2007.
Los efectos principales del estallido de la burbuja inmobiliaria en 2007 han sido la caída paulatina de precios en la vivienda, -Crisis inmobiliaria española de 2008-2014- y su contagio a la economía -Crisis económica española de 2008-2014- y a las instituciones políticas y sociales.
En 2018 se apreció un repunte de los precios de la vivienda apareciendo de nuevo los problemas asociados a la falta de vivienda, encarecimiento de precios y dificultad de acceso de jóvenes a la vivienda ya sea de alquiler o en compra.
El impacto socioeconómico de la pandemia de COVID-19 iniciada en marzo de 2020 ha hundido el precio de venta y, dependiendo del distrinto, también el del alquiler de las viviendas. Por otra parte los bajos intereses del euribor, cercanos al 0%, habrían convertido a las viviendas en el activo financiero por excelencia a nivel internacional lo que impide bajadas más importantes de precios, en alquiler y venta, ya que no responden a la oferta y demanda real del uso de la vivienda. La recuperación del sector inmobiliario que se produjo entre los años 2014 y 2019 -posterior a la crisis de 2008- volvió a estancarse con la pandemia de la Covid 19. En 2021 las proyecciones del INE de formación de nuevos hogares en España auguran una nueva crisis del sector inmobiliario.

## Compraventa

### Máximos en 2007 - crack de 2013 - recuperación y crisis del covid 19
En junio de 2007 se alcanzó el pico máximo en el precio de la vivienda; pasado 6 años, en junio de 2013, la vivienda había bajado un 35%. A finales de 2013 el precio de la vivienda habría acumulado una caída del 45%. España fue el país del mundo donde más cayó el precio de la vivienda. El tercer trimestre de 2013 el valor de los pisos en España cayó un 9,46% respecto al tercer trimestre de 2012.
En el primer trimestre de 2014, según la Sociedad de Tasación, la vivienda se abaratará un 5% ante las exiguas ventas.
Para el economista José García Montalvo el precio de la vivienda en España debería ajustarse todavía un 35,4% durante los años siguientes a 2013. Montalvo argumenta que a la vista del índice PER (ratio del precio de compra y renta disponible que debe estar sobre los 4 años), que en el primer tirmestre de 2013 todavía estaba en 6,2 años, los precios deberían bajar un 35,4% más para recuperar los niveles de PER de largo plazo (per 4). Esta bajada habría que sumarla a la efectuada desde 2007 e implicaría una caída total entre el pico máximo de dicho año 2007 y el valle de un 53,3%. Según el portal inmobiliario pisos.com el precio de la vivienda desciende entre un 10 y 11% en 2013 y descenderá un 8% en 2014. Según el portal Kelisto el precio de la vivienda en España ha bajado un 38,5% desde el máximo hasta 2013 y tendrá que bajar aún un 15,8% en los próximos 2 años -2014 y 2015-.
Otras fuentes también consideran que la bajada de precios continuará varios años más allá de 2013, entre otras razones por la existencia de un gran parque inmobiliario vacío, la ausencia de demanda por razones demográficas, el alto desempleo y la profundidad de la crisis en España. La agencia de calificación Standard & Poor's pronostica que el precio de la vivienda en España deberá caer otro 20% en los próximos cuatro años y que la economía española permanecerá en recesión a lo largo del año 2013 y que el desempleo continúe subiendo, según recoge en un informe sobre la morosidad de los RMBS españoles (valores respaldados por hipotecas). En 2013 la Comisión Europea aseguró que los precios de la vivienda en España seguirán cayendo al menos hasta 2014, tras un descenso acumulado que ya supera el 30% desde 2007 y el sector de la construcción no tocará fondo hasta 2015. La consultora RR. de Acuña & Asociados pronostica que el precio de la vivienda continuará bajando hasta 2025, año en el que habrá caído un 60% desde el precio máximo de 2007.
En relación con la demografía de España el INE señaló que en 2012 el número de nacimientos se redujo por cuarto año consecutivo al descender un 3,9%. La edad media a la maternidad aumentó hasta 31,6 años y el número medio de hijos por mujer bajó a 1,32. Durante el año 2012 fallecieron en España 405.615 personas, lo que supuso un 4,6% más que en el año anterior. Se trata del mayor incremento anual de la década. Además la población española se redujo en 2013 por primera vez en 15 años por el éxodo de extranjeros. La población empadronada en España se ha reducido en 205.788 personas respecto a 2012 situándose en 47,1 millones, lo que supone el primer descenso desde 1996. La población de España disminuyó en 113.902 personas durante 2012 y se situó en 46.704.314 habitantes a 1 de enero de 2013 Según las proyecciones del INE España perderá 2,6 millones de habitantes -el 5,6%- durante el período 2013-2023.
El Impacto socioeconómico de la pandemia de COVID-19 de 2020 ha paralizado y hundido el precio de venta y alquiler de las viviendas si bien, algunas distritos y tipos concretos de viviendas no están siendo tan afectados. El confinamiento ha reducido tanto las visitas como las operaciones comerciales. El mercado de vivienda rural cercana a las ciudades, en el alfoz, se ha reactivado ya que se demandas viviendas más grandes, ventiladas y con patio, jardín o con fácil acceso a la naturaleza. La profundidad de la crisis provocada por el COVID-19 augura una larga crisis en el mercado inmobiliario y un nuevo ajuste de precios a la baja tanto en el alquiler como en la compraventa de vivienda y de locales comerciales.

### Evolución histórica
Diferentes organismos oficiales publican datos sobre la evolución del mercado inmobiliario español: Ministerio de Vivienda de España o Ministerio de Fomento, Banco de España e Instituto Nacional de Estadística entre otros. Otros organismos no oficiales (como la Sociedad de Tasación) publican periódicamente datos sobre la evolución del mercado inmobiliario. Las cifras de la Sociedad de Tasación difieren en hasta el 30% respecto a las del Ministerio de Fomento y las del Banco de España. El Banco de Pagos Internacionales también publica series estadísticas de evolución del precio de la vivienda en varios países, entre ellos España, con datos desde 1970 en muchos casos.
Los índices de precios de la vivienda, según el Instituto Nacional de Estadística, -Base 2015 (100)- son los siguientes:
| Años          | 2007    | 2008   | 2009    | 2010    | 2011    | 2012    | 2013   | 2014   | 2015    | 2016    | 2017    | 2018    | 2019    | 2020 | 2021 |
| ------------- | ------- | ------ | ------- | ------- | ------- | ------- | ------ | ------ | ------- | ------- | ------- | ------- | ------- | ---- | ---- |
| Media anual   | 150,640 | 142,51 | 136,313 | 133,718 | 118,782 | 103,593 | 95,512 | 97,194 | 101,305 | 105,848 | 113,457 | 120,954 | 125,320 |      |      |
| Variación (%) | 5,7     | -5,4   | -4,3    | -1,9    | -11,2   | -12,8   | -7,8   | 1,8    | 4,2     | 4,5     | 7,2     | 6,6     | 3,6     |      |      |

A continuación se relacionan los precios medios en euros por metro cuadrado de la vivienda libre (vivienda nueva + vivienda de segunda mano):
| Años                 | 1995   | 1996  | 1997  | 1998  | 1999  | 2000  | 2001  | 2002    | 2003    | 2004    | 2005    | 2006    | 2007    | 2008    | 2009    | 2010    | 2011    | 2012    | 2013    |
| -------------------- | ------ | ----- | ----- | ----- | ----- | ----- | ----- | ------- | ------- | ------- | ------- | ------- | ------- | ------- | ------- | ------- | ------- | ------- | ------- |
| Precio               | 692,70 | 694,4 | 702,8 | 756,7 | 829,2 | 893,3 | 992,7 | 1.164,6 | 1.380,3 | 1.618,0 | 1.824,3 | 1.990,5 | 2.085,5 | 2.018,5 | 1.892,3 | 1.825,5 | 1.701.8 | 1.531,2 | 1.481,7 |
| Incremento anual (%) |        | 10,3  | 1,2   | 7,7   | 9,6   | 7,7   | 11,1  | 17,3    | 18,5    | 17,2    | 12,8    | 9,1     | 4,8     | -3,2    | -6,3    | -3,5    | -6,8    | -10,0   | -5,8    |

La Sociedad de Tasación -ST- establece los siguientes valores nominales:
| Años                 | 1985 | 1986 | 1987 | 1988 | 1989 | 1990 | 1991 | 1992 | 1993 | 1994 | 1995 | 1996 | 1997 | 1998 | 1999 | 2000 | 2001 | 2002 | 2003 | 2004 | 2005 | 2006 | 2007 | 2008 | 2009 | 2010 | 2011 | 2012 | 2013 | 2014 | 2015 | 2016 | 2017 | 2018 | 2019 | 2020 |
| -------------------- | ---- | ---- | ---- | ---- | ---- | ---- | ---- | ---- | ---- | ---- | ---- | ---- | ---- | ---- | ---- | ---- | ---- | ---- | ---- | ---- | ---- | ---- | ---- | ---- | ---- | ---- | ---- | ---- | ---- | ---- | ---- | ---- | ---- | ---- | ---- | ---- |
| Precio               | 326  | 413  | 535  | 682  | 857  | 915  | 933  | 919  | 917  | 954  | 989  | 1002 | 1036 | 1089 | 1187 | 1335 | 1453 | 1667 | 1931 | 2286 | 2516 | 2763 | 2905 | 2712 | 2558 | 2476 | 2376 | 2212 | 2039 | 1994 | 2052 | 2120 | 2227 | 2348 |      |      |
| Incremento anual (%) |      | 26,7 | 29,5 | 27,5 | 25,7 | 6,7  | 2,0  | -1,5 | -0,2 | 4,0  | 3,7  | 1,3  | 3,4  | 5,1  | 9,0  | 12,5 | 8,8  | 14,7 | 15,8 | 18,4 | 10,1 | 9,8  | 5,1  | -6,6 | -5,7 | -3,2 | -4,0 | -6,9 | -7,8 | -2,2 | 2,9  | 3,3  | 5,0  | 5,4  |      |      |

### Valoración del precio de la vivienda

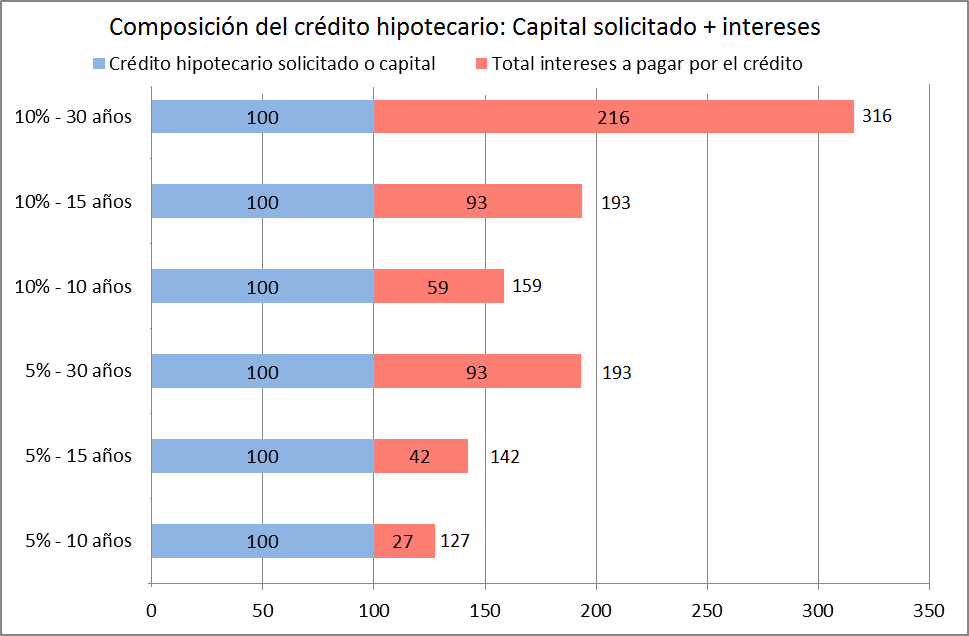
Composición del crédito hipotecario en varios supuestos: el capital solicitado o crédito -100- más los intereses constituyen el total de la hipoteca.
- Si la hipoteca tiene una larga duración y/o un alto interés la cifra total final -capital+intereses- que se paga por el préstamo llega a duplicar y triplicar el capital solicitado, razón por la que no se considera una buena decisión económica suscribir préstamos superiores a 15 años con una cuota mensual por la que se podría conseguir esa misma vivienda en alquiler.
- La cuota mensual de la hipoteca no debe superar el 30% de los ingresos mensuales.

En general el precio de la vivienda varía según las características de la vivienda: tamaño, calidad y ubicación, -rural, urbana, centro, periferia-, así como a factores y circunstancias socioeconómicas de los distintos países: demografía (crecimiento de la población, equilibrio o descenso, flujos migratorios), crecimiento económico, desempleo, precio del suelo, burbuja inmobiliaria, interés bancario, impuestos, desgravaciones, capacidad de endeudamiento personal y familiar, recesión y depresión económica entre otras. El precio de la vivienda condiciona la vida económica de los ciudadanos y familias que, en el caso de la compra de vivienda, habitualmente deben suscribir créditos hipotecarios de larga duración con entidades bancarias para poder acometer la compra más importante a lo largo de la vida personal y familiar.
Existen indicadores estructurales que permiten valorar si el precio de una vivienda es adecuado y económicamente viable, ya sean indicadores sobre los ingresos o salarios (ratio del precio de la vivienda sobre la renta bruta disponible -PRD-), en relación con el precio del alquiler de la vivienda que quiere comprar (rentabilidad del alquiler o índice Per) o en relación con la cuantía y duración de la hipoteca a solicitar.
En el precio de la vivienda en relación con la renta anual disponible se considera adecuada una ratio de 4, es decir que el precio de compra de la vivienda es razonable económicamente si se aproxima a cuatro años de la renta familiar bruta disponible.
El índice PER (del inglés Price to Earnings Ratio) indica el número de años que se tardaría en recuperar –mediante el alquiler del mismo inmueble que se quiere comprar- la inversión realizada en la compra de una vivienda (con todos los gastos incluidos). Se considera un índice PER 15 -15 años de alquiler = precio de la compra de vivienda- como el adecuado en el sector inmobiliario.
En cuanto a la cuota mensual de la hipoteca se considera que no debe superar el 30% de los ingresos mensuales. Se recomienda, si es posible, la menor duración del préstamo en años, considerando un máximo de 15 años como límite ya que a partir de 15 años de préstamo los intereses pueden alcanzar prácticamente el mismo valor del capital solicitado e incluso doblar la cifra si el interés es alto, razón por la que no se considera una buena decisión económica suscribir préstamos superiores a 15 años con una cuota mensual por la que se podría conseguir esa misma vivienda en alquiler. Además, resulta muy difícil establecer una previsión sobre un futuro tan lejano, tanto en las circunstancias económicas personales -que pueden mejorar pero también empeorar- como en los cambios legales y macroeconómicos que pueden afectar las condiciones de la hipoteca -interés variable, cambios en el mercado hipotecario-

#### Cláusulas abusivas en los préstamos hipotecarios
También debe vigilarse el contenido de todas las cláusulas -la letra pequeña- de los contratos de hipoteca para evitar las que se consideran abusivas, tanto las denominadas cláusulas suelo. como las claúsulas con intereses de demora desorbitados. Además es conveniente conocer la legislación hipotecaria del país, la posible existencia de la dación en pago en caso de no poder afrontar el pago de la hipoteca, el proceso de ejecución hipotecaria así como la normativa sobre los desahucios y el lanzamiento que, llegado el caso, pudiera afectar al firmante de la hipoteca y a sus avalistas.
Si no puede suscribirse una hipoteca con la condición de que no supere el 30% de los ingresos o cuando la duración de la hipoteca se considere demasiado larga, se debe renunciar a la compra y valorar el ahorro como fórmula para acometer en un futuro la adquisición de la vivienda y así reducir la cuantía del préstamo y los riesgos de impago. También se debe considerar el alquiler como una forma más razonable de disfrutar de una vivienda digna cuando la capacidad de endeudamento es limitada.
Hay que vigilar las cláusulas sobre los gastos de la formalización de la hipoteca. Deben ser a cargo del banco o entidad financiera (cuando exista préstamo hipotecario) ya que es la parte interesada en escriturar el préstamos y registrarlo siendo el banco el beneficiado en caso de incumplimiento. Son distintos de los gastos de la escritura de la compraventa. Estos gastos incluyen: los honorarios notariales (escritura de hipoteca); honorarios de registro (de la hipoteca); tasación de la vivienda (requerida por el banco para valorar el riesgo del préstamo); gestoría (cuando es exigida o impuesta por el banco); impuestos derivados de la formalización de la hipoteca (impuesto de actos jurídicos documentados o cualquier otro).

### Gastos a sumar al precio de la vivienda
Al precio de la vivienda que se acuerde con el vendedor o el promotor inmobiliario deben sumarse otros gastos que, dependiendo de la legislación del país y quien debe pagar dichos gastos -vendedor, comprador, banco- pueden llegar a suponer un 10% más sobre el precio inicial de la vivienda. El pago de los distintos conceptos pueden negociarse entre las partes pero la legislación establece lo siguiente:
Gastos a pagar por el vendedor
- impuesto sobre el incremento del valor de los terrenos (plusvalía). En muchos países este impuesto lo recaudan las entidades locales -ayuntamientos-. Es un gasto deducible fiscalmente en el impuesto sobre la renta.
- impuesto de bienes inmuebles -IBI-, hasta la fecha de la venta.
- suministros (agua, luz, gas, etc.), hasta la fecha de la venta.
- gastos de comunidad (si existieran), certificación de estar al corriente de pago.

Gastos a pagar por el comprador
- honorarios notariales (escritura de compravente)
- honorarios de registro de la propiedad (de la compraventa)
- impuestos (de la compravente). Impuesto sobre Transmisiones Patrimoniales, IVA o cualquier otro que establezca la legislación de cada país.
- impuesto de bienes inmuebles -IBI-, desde la fecha de compra.
- suministros (agua, luz, gas, etc.), desde la fecha de compra.

Banco o entidad financiera (cuando exista préstamo hipotecario)
- Gastos de la formalización del préstamo con garantía hipotecaria[54][55]
  - honorarios notariales (escritura de la hipoteca inmobiliaria)
  - honorarios de registro de la propiedad (de la hipoteca)
  - tasación (requerida por el banco para valorar el riesgo del préstamo)
  - gestoría (cuando es exigida o impuesta por el banco)
  - impuestos derivados de la formalización de la hipoteca (impuesto de actos jurídicos documentados o cualquier otro)

Además hay que considerar el coste de las reformas -si se quieren realizar- así como de amueblamiento y mudanza.

## Alquiler
El precio del alquiler o arriendo en España alcanzó su pico máximo en mayo de 2007 -fin de la burbuja inmobiliaria en España y comienzo de la crisis inmobiliara española- con un precio medio por metro cuadrado de 10,12 euros metro2/mes. Desde 2007 ha acumulado un descenso del 28% hasta 2013. El precio medio de la vivienda de alquiler a finales de 2012 se situó en 7,28.metro2/mes. En ese mismo año los precios de los distritos más caros de algunas ciudades alcanzan los 14 euros metro2/mes y los distritos más baratos pueden bajar de los 4 euros metro2/mes.

### Valoración del precio de alquiler
De la misma manera que se establece la cuota máxima de la hipoteca sobre los ingresos familiares puede decirse que el coste del alquiler mensual tampoco debe superar el 30% de los ingresos o renta familiar. El resto de ingresos debe cubrir otros gastos y garantizar unas condiciones dignas de vida -alimentación, vestido, sanidad, educación y otros gastos imprescindibles-.
También puede utilizarse el índice PER que indica el número de años que se tardaría en recuperar –mediante el alquiler un inmueble que se quiere comprar- la inversión realizada en la compra de una vivienda (con todos los gastos incluidos). Si bien al contrario que en el caso de la compra, en el caso del alquiler un índice PER alto -por encima de 15- puede considerarse correcto, por encima de 17 muy adecuado y por debajo de 10 pésimo. Es decir, cuando el precio de compra respecto al alquiler es superior a 15 años puede interesar alquilar y claramente interesa cuando supera lo 17 años o más.